# Conrauidae
Conrauidae – monotypowa rodzina płazów w rzędzie płazów bezogonowych (Anura). 

## Zasięg występowania
Rodzina obejmuje gatunki występujące w tropikalnej części Afryki Zachodniej, Etiopii i Erytrei.

## Systematyka

### Etymologia
- Conraua: Gustav Conrau (?–1899), niemiecki agent kolonialny w Kamerunie, kolekcjoner posągów etnicznych i roślin[9].
- Pseudoxenopus: gr. ψευδος pseudos „fałszywy”[11]; rodzaj Xenopus Wagler, 1827. Gatunek typowy: Pseudoxenopus alleni Barbour & Loveridge, 1927.
- Paleorana: gr. παλαιος palaios „starożytny, antyczny”[12]; łac. rana „żaba”[13]. Gatunek typowy: Rana beccarii Boulenger, 1911.
- Gigantorana: łac. gigas, gigantis „olbrzymi”, od gr. γιγας gigas, γιγαντος gigantos „olbrzymi”[14]; rana „żaba”[13]. Gatunek typowy: Rana goliath Boulenger, 1906.
- Hydrobatrachus: gr. ὑδρο- hudro- „wodny-”, od ὑδωρ hudōr, ὑδατος hudatos „woda”[15]; βατραχος batrakhos „żaba”[16]. Gatunek typowy: Rana beccarii Boulenger, 1911.

### Podział systematyczny
W klasyfikacji Frosta i współpracowników (2006) zaliczany do rodziny Petropedetidae. Z analizy filogenetycznej przeprowadzonej przez Pyrona i Wiensa (2011) wynika jednak, że Conraua nie tworzy z przedstawicielami Petropedetidae kladu, do którego nie należałby również szereg innych rodzin płazów bezogonowych, m.in. Pyxicephalidae, Ceratobatrachidae, Dicroglossidae, mantellowate, nogolotkowate i żabowate. Na tej podstawie autorzy przenieśli rodzaj Conraua do odrębnej rodziny Conrauidae. Do rodziny należy jeden rodzaj Conraua Nieden, 1908 z następującymi gatunkami:
- Conraua alleni (Barbour & Loveridge, 1927)
- Conraua beccarii (Boulenger, 1911)
- Conraua crassipes (Buchholz & Peters, 1875)
- Conraua derooi Hulselmans, 1972
- Conraua goliath (Boulenger, 1906) – goliat płochliwy[18]
- Conraua kamancamarai Neira-Salamea, Doumbia, Hillers, Sandberger-Loua, Kouamé, Brede, Schäfer, Blackburn, Barej & Rödel, 2022
- Conraua robusta Nieden, 1908
- Conraua sagyimase Neira-Salamea, Ofori-Boateng, Kouamé, Blackburn, Segniagbeto, Hillers, Barej, Leaché & Rödel, 2021